# デッドライジング3
デッドライジング3（DEAD RISING 3）は、マイクロソフトより2014年9月4日（アメリカでは2013年11月22日）に発売されたXbox One、Windows用のアクションゲーム。通称「デッドラ3」。
2014年9月5日にはSteamでの配信が開始された。

## 概要
本作はXbox Oneのローンチの一つとして開発され、マイクロソフトが開発に協力し、全世界での販売を担当することとなった。従ってXbox OneおよびWindows専用となった。
従来はショッピングモールなどの大型建造物を舞台としていたが、今作ではオープンワールドで描かれる街全体が舞台となり、エリア間の読み込みも無くなった。時間制限はあるものの、過去作のようにイベント毎に期間が定められるのではなく、ゲームプレイ全体のタイムリミットのみが設定されるようになっている（サイドケースは今まで通りイベント毎に時間制限あり）。
これまでのデッドライジングシリーズ同様様々なものを武器としてうまく使い分けることが重要だが、『2』のコンボシステムが改良され、全てのコンボ武器は設計図を必要とするものの、コンボとなる対象が車両にも広がった他、コンボ車両以外はその場で作成することが可能となった。
前作では壊れたコンボ武器は新たに材料を取りに行く必要があったが、今作ではこれらのアイテムは一度使うとセーフゾーンのロッカーに登録され、壊れてもある程度ゾンビを倒せば復活する仕組みになっている。
サイコパスとの戦いにも新システムが導入され、一定条件を満たすことで敵が無防備になり、その最中に接近、特定のコマンドを入力することでヘッドロックをかけることが出来る。その後はボタン連打で連続攻撃が可能となる。
また、ミッションで救った生存者に武器を渡して同行させることも可能である。
日本語版では、ムービーの字幕も含めて人名や地名が全て英語表記となり、日本語読みは表示されなくなった。逆にフィールド上にあるアイテム名は旧作では全て英語表記だったが今作では日本語表記になった。

## ストーリー
グリーン親子がフォーチュンシティを脱出した10年後の未来でもアメリカはゾンビと隣り合わせの生活が続いていた。ゾンブレックスは注射器での投与から技術の進歩によって専用のICチップを感染者に埋め込む形に差し替わり始めていた。旧来のような高価なゾンブレックスを毎日投与する負担から解放されたと思いきやチップにはGPSが搭載されており、感染者は国家が指定する要注意人物として24時間チップを介して監視されていた。感染者の一部はチップの埋め込みを拒み続けており、世論は彼らの事を違反者として見下す傾向が現れてもいた。
3月23日、ロス・ペルディドスという街にゾンビ感染者が報告された。アウトブレイクに至るまで数時間もかからず、街全体にゾンビがたむろするようになった。軍はロス・ペルディドスに対して空爆を敢行するもゾンビを全滅させるには至らなかった。最初のゾンビ感染者発見から72時間後、街に取り残されていた生存者の一人ニック・ラモスは脱出するためのルートを求め街を彷徨っていた。軍の空爆により脱出するルートが壊されていた事が分かり、セーフハウスに戻るところから物語は始まる。
ニックは、ゾンブレックスとゾンブレックスチップを必要としない特異体質であった。街から脱出するため、ニックとその仲間達の決死のサバイバルが始まる。サバイバルの最中、自身の首元に彫られた「12」のタトゥーと、孤児であった彼の出生の秘密を知る事となる。

## モード
Story mode
いわゆるストーリーモード。今回は制限時間が大幅に増え、かなり余裕を持って行動できるようになった。
セーブはいつでも可能になり、特定のチェックポイントを通過した際にオートセーブもされる。ただし、セーブブロックは1つのみとなり、従来のように複数のデータに分けて保存する事は不可能になった。
サイドミッションが存在しており、倒したゾンビの数がスコアに反映されるミッションもある。
Nighmare mode
旧シリーズに準拠したストーリーモード。
ゾンビや敵の攻撃力が上がり、セーブはトイレとセーフハウスのみ（セーブブロックが1つなのはStory modeと同じ）。時間の流れも早い。

## 登場人物

### 主要キャラクター
ニック・ラモス (Nick Ramos)
声 - アンドリュー・ローレンス
本作の主人公（シリーズ初の非白人）。自動車整備士の青年。首元に12のタトゥーが彫られている。少年時代は孤児院で過ごしていた孤児。
正義感は強く、芯は強いタイプではあるものの、歴代の主人公に比べて気が弱く優しい性格をしているためにサイコパスであるズィーを自殺から救えなかったことに落胆したり、間接的とはいえハンターを殺害した時には酷い後悔の念を吐露したりする描写も見られた。また、良くも悪くも若者故に感情的になりがちな部分もある。アニーに恋心を抱いており、彼女と話すときは終始笑顔になる。
ロス・ペルディドスにある自動車整備工場で働いていたが、ゾンビアウトブレイクに巻き込まれて街に取り残される。その後、街を脱出するための方法を探し求めていた際にゾンビに噛まれたためにゾンブレックスを探していたところにゾンビ化抑制剤であるゾンブレックスを必要としない特異体質であることが判明し、脱出のために必要な飛行機の修理部品を求めて街を駆け巡る。
物語中盤ではキーズ兄妹と同じ村の出身だが、サンタ・カベザの現地民と米兵士の間に産まれたアメリカハーフであることやカリートの復讐に送り込まれた50人の一人で、首元のタトゥーはそれを示していること、更にはゾンビに噛まれてもゾンビにならないのはゾンビ化に対する耐性を持たせて送り込んだことなどが判明し、彼自身がゾンビ化を治療する特効薬という事実が明らかになる。
最後はゾンビの特異個体であるキングゾンビを捕獲し、それを大量破壊兵器に仕立て上げようとするヘムロック将軍の野望を打ち砕いて街からの脱出に成功する。しかしイザベラの真意と本性について知ることは無かった。
ディック・ベイカー (Dick Baker)
声 - カーク・ボヴィル
袖のないジージャン系の服に帽子とバットが特徴のトラックドライバーの男性。Coopプレイでは2Pプレイヤーとして操作出来る。
たまたまトイレに行くためにロス・ペルディドスに寄ったところアウトブレイクに巻き込まれてしまった。序盤はダイナーのジュークボックスを誤作動させてゾンビを呼んだことでロンダの工場に逃亡するが、その際に街から脱出する為にニックに協力するようになる。
アニー（Annie） / ケイティー・アン・グリーン（Katey Ann Greene）
声 - シェルビー・ヤング
ロス・ペルディドスの不良チームのリーダー格で、ゾンブレックスチップ非適用者の少女の一人。ブロンドヘアに不良少女そのままの格好でフードを被り、目の周りの黒いメイクが特徴。
その正体は『2』の主人公チャックの娘ケイティーの成長した姿。ゾンブレックスチップを拒んだことで未だゾンブレックスを絶えず投与せねばならず、父チャックはその確保の為に裏社会に身を置かねばならなくなり、やがて自身が父の重荷になることに耐えられず家を出た。
ニックと出会って以降は脱出のために協力関係を築いていく。その後、レッドが裏切った際はイザベラと共に彼に捕らえられるが、ニックに助けられる。その後はロス・ペルディトスに駆け付けた父親のチャックと再会を果たす。最終的にはニックと結ばれることになる。
ロンダ・クレスク (Rhonda Kreske)
声 - ヴァロリー・ハバード
ニックの上司で自動車修理工場のオーナーの中年女性。黒髪を後ろで纏め、首のゴーグルとセクシーな胸元、ふくよかな体型が特徴。離婚歴があり、元夫はゲイリー。
ニックと出会って以降は様々な場面で協力し、後に特殊部隊の拷問により片腕を失うが、火炎放射器付きの義手を手に入れる。その後は飛行機で脱出する際に全員は乗れないため、ゲイリーと共に他の生存者と一緒に脱出するためニック達と別れた。
尚、火炎放射器付きの義手を製作する際に材料を集めるのだが、集めている最中もロンダの体力が減っていき、無くなると失敗となり死亡する。
ダウンロードコンテンツの一つである『真の捜査官』では、ゲイリーらと共にZDCの車両に乗り、脱出に成功した。
ジェイミー・フリント (Jamie Flynt)
声 - スコット・マクニール
ゾンビ民営防衛組織（ZDC）に所属するモニター室の管理人であり、ゾンブレックスディーラーの男性。
ロンダの工場にいるニックに携帯電話越しに話しかけてきた人物で、ZDCオフィスの管理室に逃げ込んでいる。ニックと直接対面することはないが、管理室のモニター越しにニックの姿を見かけたことでステイシーやオティスのように彼に生存者などの情報を報告する。
ゲイリー・フィンケル (Gary Finkel)
声 - ダニエル・ローバック
元レスラーであるギャングで、ロンダの元夫。ハゲかけで広い額にふくよかな体型、赤いアロハシャツのような花柄の服が特徴。
意地が悪く、傲慢な性格だが、たとえ気に入らない人間からであっても受けた借りはキチンと返したり、交わした約束は守ったりと義理堅い一面も見せる。
「ボス」からの依頼でアウトブレイクの中を暗躍しており、ニックとはしばしば一時的協力関係を結ぶ。劇中、アニーを付け狙いニックと対立するが、これは「ボス」であるチャックから娘の保護を依頼されていた為であった。最終的にはロンダと再会しヨリを戻したことでニックの味方となる。その後は飛行機で脱出する際に全員は乗れないため、ロンダと共に他の生存者と一緒に脱出するためニック達と別れた。
なおゲイリーを説得せず、殺害してアニーを奪い返すルートもある。この戦闘では素手で戦い、ハンマーパンチが得意技。なお、このルートをたどるとバッドエンド直結となる。
ダウンロードコンテンツの一つである『真の捜査官』では、ロンダらと共にZDCの車両に乗り、脱出に成功した。
イザベラ・キーズ (Isabela Keyes)
声 - ヴィーナス・ターゾ
『1』『2(CASE:WEST)』より引き続き登場。アメリカにゾンビ災害を広めた元凶であるカリートの実妹であり、現在はマリアンに雇われている薬学者。
『2』から10年経っているためか、白髪が混じって左頬にマリアンと同じ痣が出ている。ニックがマリアンに襲われている時に遭遇し、彼と共に危機を乗り越えた後にニックの血がゾンビの治療法であることを話す。その後はレッドの裏切りによってアニーと共に捕らえられるが、ニックに助けられ、共に脱出する。
しかし実はアウトブレイクの発案者でいわば今回の真の黒幕であることがエンディングで明らかになる。兄の無念を晴らすという目的で特効薬の製作者として歴史に名を刻む為にアウトブレイクを使って抗体保持者（ニック）を誘き出していた。それを伏せたまま何食わぬ顔で脱出し、事件後は自身が関与している証拠映像を抹消した。治療法を確立したとは言え自らの意思でとうとうアウトブレイクを起こした、ヘムロックと並ぶ本作最悪のサイコパスと言える。
チャック・グリーン (Chuck Greene)
声 - ピーター・フレミング
前作の主人公である、元モトクロスレーサー。アニーの実父であり、ゲイリーの言う「ボス」の正体。
ゲイリーを送り込み、娘を探させていた。ストーリー終盤においてアニー（ケイティー）を救出するためにロス・ペルディトスに駆け付ける。その後、ヘムロックの野望を阻止する為にニックに協力する。
ブラッド・パーク (Brad Park)
声 - イアン・ハンリン
ダウンロードコンテンツの一つである『真の捜査官』の主人公で、ZDCのエージェント。
ニックに助けられた際にZDCが人殺しをしていると聞かされ、その疑いを晴らすべく行動する。
『4』では、ZDCの長官となっている。

### サイコパス
本シリーズのボスキャラクターの総称。
アウトブレイクに巻き込まれ正気を失った人間、アウトブレイクに便乗して悪事を働く犯罪者、立場の違いによる主人公の敵対者など、ニックの敵として立ち塞がるゾンビ化していない人間達。
実際にサイコパス(精神病質)であるかは関係無く、「ボスキャラとして登場する人間」全てを本シリーズではサイコパスと呼ぶ。

#### 七つの大罪モチーフのサイコパス
ハリー(ズィー)・ウォン(Harry "Zhi" Wong)
声 - 尾崎英二郎
司るモチーフは「憤怒」。最初に戦うサイコパス。
白髪交じりで後ろ髪が首ぐらいの長さで頭頂部はハゲており、仙人風の髭が特徴の黄色の中国人のような服装をしたアジア系移民の男性。
アジア系だからか、日本語訛りの英語、そして日本語を喋る。また、大きな音で怒り狂うことから、ズィーが音嫌悪症（misophonia）や間欠性爆発性障害を患っている可能性が示唆されている。
よりよい生活を求めてロス・ペルディトスに移住してきた。『HAPPY GOOD MART』という店のマネージャーとして家族の為に低賃金の仕事をこなしていたが、当の家族には尊敬されておらず（本人曰く「子供達は恩知らずな大人になった」）、仕事がクビになった後は妻が不倫した挙句に相手の営業マンの男と駆け落ちをされ、その後は「ズィー(Zhi)」と名乗って心の安らぎを『禅の庭』に求めていたがアウトブレイクに巻き込まれるという悲劇的な人物。
アウトブレイク発生後は庭を維持しつつも入り込んできた者を片端から殺し続けていた殺人鬼と化していた。そんな中でたまたまニックが庭の中へ入り込んでしまったところにゾンビが銅鑼を鳴らしてしまったため、ニックを犯人だと思い激怒して襲い掛かる。
青龍偃月刀や煙幕を主な武器にしている他、俊敏な動きで接近戦を挑んでくるが、庭の各所に設置されている銅鑼を鳴らすと（自分が鳴らした場合でも）激怒し、その場で地団太を踏んで一定時間無防備となる。また、柱や屋根の上で座禅を組みだして体力を回復するが、銃火器などの遠距離武器で撃ち落とすことが可能。
最後は家族への不満、神への罵倒雑言を一気にまくし立て言い放った後、持っていた偃月刀で笑いながら自らの首を断ち自殺した（日本語版ではカメラワークが修正されている）。
中国系のキャラクターでありながら戦闘前のデモで「怒りがわしの正義だ！」（字幕では「Ikari koso, washi no seigida!」＝「怒りこそわしの正義だ」となっているが、音声の方が正しい）と日本語で話しているが、これは撮影時（ボイス収録、モーションキャプチャー）の段階では明確に中国系に定まってはおらず、「アジアの言葉を混ぜて欲しい」「日本語でもいい」という開発からの要望に演者の尾崎氏が応えたためである。
アルバート・コンティエッロ (Albert Contiello)
声 - グレゴリー・フランクリン
司るモチーフは「強欲」。ストーリー上必ず戦うことになる。
外科医で咥えタバコや水色エプロンが特徴の強面系白人男性。金のネックレス6つや時計・ブレスレットを2つ、宝石の指輪5つを身に付けている成金闇医者。
臓器の密売で生計を立てており、生存者を薬物で捕獲し、臓器を摘出しては売りさばくという悪行を繰り返しているが、その事に関して少しも良心の呵責を感じておらず、むしろビジネスだと開き直っている。忍び込んだニックを臓器を摘出する目的で幻覚剤入りの注射器を打って捕縛するが、逃げられそうになったためにエンジンカッターや前述の注射器を武器として襲い掛かる。
体力は全サイコパスの中で一番低いが、戦闘前に武器や装備品を全て奪い取られているために丸腰で挑まなければならず、打たれた薬物のせいで生存者がAlbertの姿に見えてしまい、攻撃動作も遅くなり一定時間経つと気絶してしまうという異常な状況下で戦うことになる。
本物のAlbertは、注射器を取り出したり生存者を攻撃したりするほか、摘出した臓器の保管ケースを目の前で破壊すると、Albert本人はパニックに陥って暴れ出す為に判別が可能である上に、一定時間無防備となる。
最後は戦闘時にニックが打ち込んだ薬物の影響で自分がゾンビに襲われるという幻覚を見てしまい、「（臓器の）価値がなくなる」や「俺のものを奪うな」と叫びながらパニック状態に陥り、自らの腹部をエンジンカッターで切り裂き腸を抉り出し「誰にも渡さんぞ！」と抱き締めるという、強欲と薬の怖さを掛け合わせたような自殺をし、皮肉にも自分が商品（臓物）となり果てた(Albert本人は幻覚でゾンビが食い散らかしているように見えている。日本語版では抉り出した腸が描かれていない)。
ダーリーン・フライシャーマッハー (Darlene Fleischermacher)
声 - ミスティ・リー
司るモチーフは「暴食」。但し、強い怒りや強欲な部分も見せている。
赤毛のアフロ風癖毛で涎掛けを首にし黄色地に食べ物柄のワンピースを着た醜く太った中年白人女性。56歳。大食いだが過食症や過食嘔吐のような行動をする。
電動カートに乗らなければ移動できない程に肥えており（カートが小さく見えるレベル）、アウトブレイク発生前はダイエットに励んでいた（彼女曰く「セロリはもう嫌だ（英語版では低炭水化物にも触れている）」）模様。ゲップ、ゲロ、屁という汚い行為を何かしら食うたびに発生させる。
アウトブレイクでゾンビが大量発生するという異常事態に陥った事で発狂し、それまで抑えてきた食欲が暴走し、食べ物に対して異様なまでの執着を持つ様になりビュッフェに籠城。食料を求めて迷い込んできた者を殺害しつつも食べ物を食い漁っていたが、たまたま迷い込んだニックの前で先にいた生存者の男性が食料を拾おうとしたところをディスプレイ用の巨大フォークで滅多刺しにして殺し、直後にニックの言葉を聞き間違えて激昂し、襲い掛かる。
電動カートで移動しつつ体当たりやバック移動で突進したり、巨大フォークや包丁で攻撃したり、店中の食器を投げつけて攻撃したりする上、度々床の上に嘔吐し滑りやすくする（ニックが踏むと転ぶ）。また、体力が低下すると店内にある食べ物を食べて回復しようとするが、その際に食べ物（お腹の上に落ちたドーナツ）を無理やり食べさせると回転しながら嘔吐し、一定時間無防備となる。
最後は吐き気を催しながらも尚ニックに攻撃を仕掛けようとして電動カートごと突っ込んでくるが、自らが床にばら撒いた吐瀉物によって仰向けに転倒し、自分の重さ＋カートの重さで起き上がれないまま嘔吐した事で嘔吐物が詰まり窒息、悶え苦しみながら息絶えた。
続編の『4』の古い新聞にて大食い対決で優勝していたことが判明した。優勝商品が作中で籠城していたビュッフェのギフトカードであり、これさえなければダーリーンは平穏に暮らせていたのかもしれない。また、新聞ではウィラメッテからロス・ペルディトスに移住したと書かれている。
ディラン・フェンテス(Dylan Fuentes)
声 - ジョー・ヘルナンデス・コルスキ
司るモチーフは「色欲」。
ピンクのテンガロンハットにハードゲイを思わせる奇抜な格好をし、片目を覆ったレザーマスクをしている整った顔をした白人男性。
Smartglass情報ページにはディランが演技性人格障害を患っていると記載されている。また、武器や行動から火炎性愛（Pyrophilia）の可能性も示唆されている。
バイセクシャルでエリックとジュリアを拘束していたぶっていた。迷い込んできたニックにも興奮し卑猥な言葉を浴びせながら襲い掛かる。
火炎放射器と冷気放射器の二つの機能を備えた卑猥な形状をしたコンボ武器「ラストキャノン」を装備しており、蹴り技や卑猥なアクションをしながら攻撃を仕掛け、またコンボ武器も卑猥なアクションの際に使用するだけでなく、普通に手に持って回転しながら周囲に火炎を浴びせる攻撃もする。（倒せばニックも使用する事が可能である）
また、最初の「向こうに行って踊ってもらおうか」という言葉に従い、ポールダンスを踊ると火炎を放射しながら興奮し過ぎてか、一定時間無防備となる。
最後は「散々じらしやがって（英語版では曖昧にすることなく性的な発言をしている）」と言いつつも恍惚の表情を浮かべて仰向けに倒れ、コンボ武器から蒸気を噴射させ、最期まで変態かつ卑猥なまま息絶えた。
ジェリー・ガロ(Jherii Gallo)
声 - ロビン・コールマン
司るモチーフは「傲慢」のサイコパスだが、ある意味ニックが原因の可哀そうな人でもある。
女性ボディビルダー兼女子プロレスラーの白人女性。短い金髪にピンクの水着のような服に白いタンクトップを羽織るように着てお腹で結び、短パンを履いた露出度が高い服装をしている。
どう見ても男性にしか見えない程の筋骨隆々の肉体を持つが、一方で女性としてのプライドが高く男扱いされることを嫌っている。そのことに関して過敏であるため、ジェリーは自己愛性パーソナリティ障害である可能性が示唆されている。
出場する予定だったウェイトリフティングの大会がアウトブレイクにより中止になったことに腹を立てていたところ、乱入してきたニックに「おい、オッサン」「いかにもミスタージャイアントっすねー」と二度も男扱いされたことで堪忍袋の緒が切れて襲い掛かる。英語版では”Mr”や“Sir”などとうっかり言ってしまったことが原因で怒りを買っている。
戦闘ではバーベルを軽々と振り回して攻撃を仕掛けてくる他、離れるとダンベルやバーベルの錘を投擲してきたり、近付くと殴ってきたりプロレスの技を仕掛けてきたりするが、鏡の近くに来ると自らの姿に見惚れてスクワットを始めるために一定時間無防備となる。
最後はトロフィーの陳列棚の前で自らを鼓舞する内容の言葉を呟きながら自信を取り戻そうと陳列棚を持ち上げるが、戦闘での疲弊からか、そのまま倒れてきた陳列棚の下敷きとなって息絶えた（ちなみにこの後、ニックが誇らしげにマッスルポーズを取り始める）。なお、ジェリーが死ぬ際は裸足なのだが、陳列棚に向かう足跡が何故かブーツである。
今作のサイコパスで唯一、周りに人がいなかったのもあり他の生存者に危害を加えていない人物。また、ニックが自ら失礼な発言で激怒させ戦う原因を作り出した人物とも言える。
ちなみに彼女の声優であるRobin Colemanもプロの女性ボディビルダーをしている。
テオドール(テディ)・ラガーフェルド・ジュニア(Theodore“Teddy” Lagerfeld Jr.)
声 - ポール・テイ
司るモチーフは「怠惰」。
ロス・ペルディドスの市長の息子。短めのくせ毛と蓄えた髭にぽっちゃり体型、赤地に黒のバスローブのような服に大きな円盤のついた首飾りをしている。
いわゆるニートで、恵まれすぎる家庭環境に甘え（恐らく甘やかされてもいた）、働きもせずにゲームばかりして自宅の大豪邸に引きこもっていた。アウトブレイクが発生しても使用人を待ち続けていた。
アウトブレイクの発生直後に何故か警察署の武器保管庫の鍵を奪い取り持ち出す。その後、鍵を取り戻しに来たニックを新しい使用人と勘違いし、早速に用事を言いつけようとするものの、ニックが侵入者であると気付くと戦闘となる。
戦闘では家中のセキュリティシステムや爆弾に機関砲などを搭載したリモートコントロールヘリコプター（無限に出現する）を遠隔操作して襲い掛かる。またセオドア自身との直接戦闘は無く、何処からともなくなだれ込んでくるゾンビの相手をしつつ、家中に仕掛けられたトラップを全て破壊し地下のコントロール室に侵入すれば戦闘は終了する。ちなみに、戦闘BGMが本作のメインテーマ「ニックのテーマ」のアレンジバージョンで、これは「怠惰」を表現するための意図的な手抜きである。
戦闘終了後は隠れていた自室に乗り込んで来たニックの顔を見た途端、あまりの恐怖で心臓発作を起こして大小の失禁をしうずくまり、ニックが鍵を取ろうとすると手を出して抵抗するも、心臓が耐え切れず止まりそのまま息絶えた。
テオドールは座っている椅子の周りに排泄物があることから、ゲーム依存症の可能性が示唆されている。
ケニー(キック)・ダーモット(Kenny“Kick”Dermot)
声 - ルベン・ダリオ
最後に登場するサイコパスで、司るモチーフは「嫉妬」。
もっさりした髪・気弱そうな顔・小太り・大きな黒縁眼鏡・色白とヲタク要素を多く持つ見た目をした男性。ロス・ペルディドスの生存者の一人でもある。
初めて会った時は自分を救ってくれたニックに敬意を払っていたものの、自身の「誰も助けられない役立たず」という正義感からくる劣等感や元々のヒーロー願望の強さ(承認欲求)に加え、鮮やかにコンボ武器を作り生存者を助けていくニックに歪んだ嫉妬心を抱くようになり、そこから嫉妬の対象であるニックを倒すことでこのモヤモヤした嫉妬心から解放されるのではないかという考えにたどり着いた結果、ニックと同じ格好に着替えた上で「キック(Kick)」と自称し、生存者の女性のレジーナを拘束してゾンビに襲わせ、そこを自分が助けるという自作自演のヒーローショーを執り行おうとする。
体力はサイコパスの中で一番高く、いろんなゴミを組み合わせた自作のコンボ武器である「ジャンクボール」で攻撃してくる。また、ニックに目の前でコンボ武器を作られると嫉妬に狂ってジャンクボールを床に投げつけて破壊し、新たにジャンクボールを製作しようとするために一定時間無防備となる。
ニックに敗れると、疲弊しながらも自らの敗北を認めようとしなかったが、いつの間にかゾンビに包囲されていることに気付くと掌を返してニックに助けを求める。
その後はゾンビから救助され、ニックに救助されるとようやく自分の行いを反省し真の意味で歪んだ嫉妬心から解放されてニックに本当の意味での憧れを抱き、生存者としてエスコート出来るようになる（無論、救助しないこともできる）。
デッドライジングで唯一、生存者→サイコパス→生存者となる人物かつ、自身の得意武器を装備できる人物である。また、ケニーは英雄症候群である可能性が示唆されている。なお、ケニーの母親に対するコメントから、実際にニートであるかは不明だが、ゲームばかりしていたため母親と折り合いが悪く、母親に認められたいという承認欲求もあったことがうかがえる。

#### その他のサイコパス
ギャングリーダー（Gang Leader）/ハンター・ティボドー（Hunter Thibodeaux）
声 - ジョー・エジェンダー(DR3)、ビリー・ウィックマン(Chaos Rising)
バイカーギャング『キングス・オブ・カオス』のリーダー。『知られざる物語　エピソード3』の主人公でもある。
モヒカンで強面、額と目に南部戦旗模様、もっさり髭で屈強な体にタトゥー、首に鎖・ベルトにドクロ・腰に酒瓶等と典型的なギャングを彷彿とさせる見た目をしている。
無政府状態（アナキズム）の世界を夢見ていたためにアウトブレイクで都市機能がマヒしたこの状態をあっさりと受け入れるどころか満足し楽しんでいる。ニックが手下達と乱闘になっている最中にローラーホーグを駆って部下のメルとクライドを挽肉にしながら派手に登場し襲い掛かる。
前輪に蒸気ローラーを合体させた特殊なバイク「ローラーホーグ」を自在に操り、ヘルブラストを投げつけて攻撃してくるなど炎を多用するが、こちらが火炎瓶や火炎放射器などで攻撃すると衣服に付いた炎を消そうとするために一定時間無防備となる。
ニックに敗れると怒りに任せてバイクで突撃を仕掛けてくるが、ニックによって火炎瓶を投げつけられて火達磨となり、パニックになり火を振り払おうとするうちにタンクローリーに激突し爆死した。そして、これが最初の殺人となった(先にギャングたちを虐殺しているはずなのだが)ニックはトラウマになった。
ダウンロードコンテンツの一つである『反逆の狼煙』では仲間に嵌められて刑務所に収監されていたが、後にゾンビアウトブレイクに乗じて刑務所から脱走し、行動を開始する。その後は様々な困難を乗り越えていき、遂には自身を嵌めた仲間を倒してギャングリーダーの地位を取り戻す。
ハンターは両親や兄弟から虐待されていたり周りから虐められていたことが書かれており、所謂アダルトチルドレンである可能性が高い。
ヒルデ・シュミッテンドルフ(Hilde Schmittendorf)
声 - ダイアン・デラノ
二人目の「色欲」を司ると言って過言ではないサイコパス。
おかっぱのような白髪で胸元が大きくはだけ超ミニスカートの露出度の高い警官風のコスプレをした老け顔とスタイルの良さがアンバランスなアメリカ陸軍軍曹。
戦ったり殺したりを楽しむ冷酷非情なサディスト。グラマラスな体でニックに胸を触らせたりと事あるごとにエロティックな仕草で迫っている。また、アンバランスさの理由は化粧や衣装で若作りをしているからである。
ヘムロックの側近でロス・ペルディドスの警備責任者に任命されており、生存者殲滅による証拠隠滅のために特殊部隊を指揮して人間狩りを行っている。助けを求めて迷い込んできた生存者の女性を兵士に殺させて男性の首をへし折り、アウトブレイクに関する証拠を奪うために警察署に乗り込んできたニックを嘲笑しつつも大勢の部下を率いて攻撃を仕掛けてくる。
年齢を感じさせない機敏さで、接近戦ではSgt.ピストルという金色のオートマチック拳銃二丁と格闘技を使用、距離が離れるとロケットランチャーを発射してくる。
ニックに敗れると最後の悪あがきとしてロケットランチャーを打ち込もうとしたところを飛び掛かって来たニックと共に警察署の最上階から転落し、ニックは助かったもののヒルデは胸をニックの顔クッション代わり兼下敷きにされ死亡する。
司令官（Commander）/アダム・ケイン（Adam Kane）
声 - アーロン・ダグラス
サイコパスとしての名前は司令官。
太眉の厳つめの顔で頬に傷のあるブロックの後任者で特殊部隊の司令官の男性。黒い布マスクで鼻から下を覆っていることもある。
冷静で任務に忠実だがブロックと比べると正義感が強く、仲間想い。また一人で大統領の護衛を殲滅出来る実力者。作中ではそれを黒幕達に利用され、結果として意図せずに非道の限りを尽くす羽目になる悲劇の人になってしまう。
敷地に侵入したニックに家族同然の絆がある部下達を皆殺しにされ、自身も戦うも敗北（敗北ムービーは無い）。敗れてカードキーを奪われる。その後は瀕死ながら生きており、真相を知って絶望していた。
武器はアサルトライフルで射撃または殴りつけたり、キックやスタングレネードを投げてくる。
ダウンロードコンテンツの一つである『傷ついた鷲作戦』では、命令に悩みながらも遂行し、輸送ヘリ内でヘムロックが下した大統領捕縛作戦を部下に伝えていたが、バイカーギャングが放ったRPGがヘリに被弾したため脱出。その後は死亡またはゾンビ化した部下のドッグタグの回収を行いながら生存した部下を見つけ出し共に任務を遂行する。大統領を捕らえた後はブラックボックスの破壊を命じられる中、ゾンビ化した大統領が部下を襲ったため射殺し、その後は命令に背きブラックボックスを破壊せずにブラックボックスの破壊を伝えた直後に進入してきたニックと交戦する。
ダウンロードコンテンツの一つである『真の捜査官』では、ゾンビに襲われた事で感染しており、現れたブラッドにブラックボックスを渡し、泣きそうな顔で「命令に従っただけなのに……」と言い遺しハンドガンで自殺した。
ディエゴ・マルティネス(Diego Martinez)
声 - フアン・パレハ
孤児でニックの幼馴染のラテン系アメリカ人の男性。サンタカベザ出身。海兵隊員。ツーブロック風の髪形に小太り体型で褐色肌で首元に49のタトゥーが彫られている。
アウトブレイク時にはロス・ペルディドスでソーニャ・パドック大統領を守っていたが事態が深刻になり逃げだし、罪悪感を抱いていた。その後、自分の出生及びタトゥーの秘密を知ってから博物館で自分と同じように首に数字のタトゥーが彫られた人間がゾンビになった写真を見てしまい発狂し正気を失い、ジェットパックが付いた宇宙服に身を包んで自分を宇宙飛行士だと思い込み、博物館にやってきたニックを見て地球外生命体と認識しニックに襲い掛かる。
戦闘中はジェットパックの炎を浴びせたり、展示物を投げつけたりと空中からの攻撃を行う。また、一定数の遠距離攻撃を当てると墜落し、再び飛び上がろうとするところを捕まえてボタン連打を成功させれば追撃が可能だが、逆に押し負けると反撃を受けてしまう。
ニックに敗れると正気を取り戻し自分達が置かれた境遇をニックに話すも、最後はニックと共に捕らえられた後にマリアン主導の人体実験をされ、拘束後に照射されたことで体内に巣食っていた寄生虫が孵化し両目玉や口から飛び出した(そのシーンでは右目から3匹、左目から1匹、口からも1匹見えている)ショックで息絶える(英語版ではそこから蜂が群がり身体が爆発する)。
発見されたカリートの50人の孤児リストの49番目の人物だとすると、ロス・ペルディドス発生時に約23歳で、出生名はヨハン・コリンズとなるが、明確にはされていない。
マリアン・マロン(Мarian Мallon)
声 - キャスリーン・ギャレット (DR3)、ジャクリーン・サムダ（KW）
髪を後ろで纏めた凛々しい顔の研究施設の女所長。『2』で起きたラスベガスとフォーチュンシティのアウトブレイクの首謀者でもある。『3』時点では47歳だがそれ以上の年齢に見える。
半身不随で車椅子に乗っており(事情は不明だが、イザベラ曰く二度と歩けない模様)、左頬に痣となったゾンビに噛まれた跡があり、ゾンブレックスを服用する。
性格は前作と違い焦りが見えており、極端な程の人間嫌い。また、生い立ちのほとんどが謎に包まれている。前作の時点から冷酷無比な外道であったが、イザベラとの会話によると今回のアウトブレイクを起こす事は半ば反対していた。
ニックを散々付け狙い、最終的には施設にあるロボットアーム「ローダー」で彼を捕らえようとするも失敗し、怒りで興奮しているところを瓦礫の下敷きになって気絶、その後はヘムロックと行動を共にするようになる。
戦闘ではローダーを遠隔操作し、かなりアグレッシブに動く上に複数体登場する。勝利条件はローダーを全て破壊し、施設の出口に到達すること。
最後は免疫保持者の話を信じきれないヘムロックに「なんて弱い」といったためにヘムロックが逆上、建物の屋上から落とされ転落死するという最後を迎えた。
彼女のオフィスの暖炉の上にはビビ・ラブの肖像画が飾られており、ビビ・ラブのファンであることが示唆されていたりする。
ロナルド(レッド)・ジャクソン（Ronald“Red”Jackson）
声 - アリフ・S・キンチェン
七つの大罪の8番目の罪ともいわれる原罪「絶望」を司るサイコパス。バッドエンドにおけるラスボスでもある。
悪者っぽい顔つきでハンチング帽に黒い服に首飾りをしている男性。
違反感染者のリーダーでありアニーの元恋人。現実主義者(リアリスト)を自称し、アニーと同様にチップを拒んでゾンブレックスを使用している。
最初はアニーやニック達に協力していたが、手配書を見てニックが軍に50万ドルの懸賞金をかけられていることを知ると終盤にはヘムロックと手を組んでニック達を裏切り、アニーやイザベラを捕らえてコンテナに閉じ込めるという、本性は卑怯者の小悪党であると同時に最悪の裏切り者となる。その後、彼女らを救出する為にやって来たニックに違反者と言われる人生にうんざりしていることを告白し、チャンスをつかむんだと叫びながら襲い掛かる。
戦闘は二回あり、一回目はクレーンを操って攻撃してくるが、二回目はナイフを片手に持って俊敏な動きも加えて近接攻撃を仕掛けてくる。
最後はアニーがクレーンを作動させたことでコンテナを落とされ、下敷きとなって息絶える。
ジョン・ヘムロック(John Hemlock)
声 - ロバート・クレイグヘッド
凛々しい顔で還暦超えとは思えないほど屈強な体をしている白人男性。65歳の国防長官。ゾンビ対策機関ZDCのリーダー。本作のラスボス。
悪逆非道な人物でマリアン（とイザベラ）と手を組んでゾンビアウトブレイクを発生させ、更には大統領をも利用するが、後に用済みとしてゾンビ化させ、臨時合衆国大統領にまで上り詰める。その後、キングゾンビを捕獲して大量破壊生物兵器に仕立て上げようとし、更には手を組んでいたマリアンを意見の食い違いから用済みにして殺したが、直後に搭乗していたヘリコプターに乗り込んできたニックに全てを阻止されたことで激怒し、戦いを挑む。
遠距離からではグレネードランチャーや手榴弾で攻撃を仕掛け、近距離になると肉弾戦を仕掛けてくるが、搭乗していたヘリが墜落した際に背中と後頭部を負傷しており、背後から攻撃すると一定時間無防備となる。
最後はニックに自分こそが免疫保持者だと突きつけられてマリアンを殺した愚行をコケにされ、墜落してもそのまま旋回し続けていたヘリのプロペラに向かって蹴り飛ばされ、巻き込まれてミンチになり死亡する。
ヘムロック（Hemlock）の名前は植物全体に不快な臭気を持つドクニンジンという「毒草」の英名で、名は体を表しているともいえる。

### その他の生存者

#### セーフハウスに登録される24人
仲間の生存者の能力値と日本語版の問題点：セーフハウスに登録される仲間のサバイバーにはそれぞれ異なった能力値があり数値化されている。
このパラメータは日本語版では「パワー」「強さ」「射撃」「脱出」「走るスピード」となっているが、オリジナルの英語版では「Toughness」「Strength」「Ranged」「Break Out」「Run Speed」であり、数カ所で若干ニュアンスが異なる（特に本来は「体力」や「防御力」とでも訳されるべきである「Toughness」(粘り強さ、頑丈さ)を「パワー」と誤訳して「強さ」(Strength)との違いがよく分からなくなったのは日本語版の問題点である）。
アンナ・ホン（Anna Hong）
声 - エイプリル・ホン
フード付きの薄灰色パーカーにぱっつん前髪で白マスクの違反者のアジア系女性。マスク等を外した素顔は不明。
口数が多く、"Hey, dude","Wait up, men!"等の男言葉を使いながら、ちょっとした事で助けを求めて絶叫したりする。また、ほとんど笑わないが、ニックが腐った食べ物を食べたりしてアンナの目の前で吐くと嬉しそうに笑うというサディストらしき部分が垣間見れる。
サイドミッションで最初に出会うことになる。一人でセーフハウスを表す印を描いて回っていたが、スプレーが切れていたところにニックと出会い、スプレーを3個要求するので集めて来て渡すと印を描いて何処かへ行こうとしたが、ニックに「一緒に来ないか?」と言われて「男には興味ないから変な期待はしないように」とレズビアンであることを示唆することを言いつつ仲間になる。
なお、最初の仲間でありながら「脱出」パラメータがトップタイの4なので最初から最後まで安定して単体で使える。
クリスティーン・エメリ（Christine Emerie）
声 - デレ・オグンディラン
シャーマンのようなドレッドヘアで素足の黒人の女性。「サン ヨ プラル コウレ アテ!」と呪文を唱えている。
墓場で墓の上に立っているところニックに出会い、5つの魔法陣をゾンビの血で満たせと要求し、その5つを満たした後は「我が命を捧げる」と言って手に持ったボウイナイフを自らに刺して自殺しようとしたが、ニックに止められて仲間になる。なお、プレイヤーが彼女の自殺を邪魔せずに黙って見ているとそのまま死んでしまうとう珍しいキャラでもある。
クリスティーンはナイジェリア訛りで話すが、声を当てたデレがナイジェリア移民の娘であるため、クリスティーンもナイジェリアに繋がりがある可能性がある。
サイモン・マーキン（Simon Merkin）
声 - ジェイミー・バンバー
生え際が後退している逆立った髪と黄土色コートに眼鏡の一見クールそうな雰囲気の臆病な男性。早口かつ大声で叫ぶように話す。
建物の屋上で、タロットカードを用いた予言をしていた。ニックに風で跳ばされたタロットカードを探すように依頼し、5枚あるタロットカードをニックに渡されると、その場で予言を行い、その結果から仲間になる。
なお、一見強そうに見えなくもないが実際は全パラメータが2と致命的で、特にパワー(体力)と脱出が両方2という防御力の低さを持つ。
ラビ・アッパル（Ravi Uppal）
声 - スニル・マルホトラ
元ベースジャンパーの男性。インド人と思われる見た目をしている。
死への恐怖から冷蔵庫に隠れていた。コンボ武器の設計図を持っており、チェーンソーと肉切り包丁を持って来たら新しい武器コンボを見せてやると言い、持って来るとコンボ武器を作るが、本人には扱えなかったため、代わりに仲間になる。
アレハンドラ・ガルシア（Alejandra Garcia）
声 - ミシェル・ボニーラ
後ろで髪を纏めブラトップのような服の女性。作中では数少ない英語とスペイン語が話せるバイリンガルでメキシコ訛りの片言な感じで話す。
サイコパスで医者のアルベルトに連れ去られて臓器を摘出されそうになっている。アルベルトを倒すと仲間になるが、倒すのに手間取っていると彼女は殺されてしまい仲間にならない。また、腎臓付近に傷があり、待機中は痛むのか傷跡を抑えている。
ホルヘ・ルイス（Jorge Ruiz）
白髭に黒の蝶ネクタイにエプロンと帽子のホットドッグ店の中年～壮年年代の店長。シェフナイフを持っている。
仕事熱心で飢えた人々に食べ物を与えるのを使命としている。ゾンビに屋台を壊されていたが、ニックに出会い自らの店に戻りたいと言ってニックと共に自らの店に到着すると上機嫌でホットドッグを作った後に、ニックにセーフハウスにいる生存者達にご馳走するように提案され、仲間になる。能力値が低いが、店で特製ホットドッグを食べて回復することができる。
マーカス・ウルフ（Marcus Wolfe）
青地に白の星柄バンダナの眼帯の男性。鉛パイプを持っている。
10年来の仲間に置き去りにされていたところに現れたニックに、バンの中の荷物が悪用(密輸)される事を恐れ、バンの破壊を頼み、ニックが全てのバンを破壊した後は共にバイクに乗るため仲間になる。射撃のパラメータが全キャラ中トップの5。
キャリー・ルクロワ（Carrie LeCroix）
黒のセミロングの髪とグレーのスーツ姿が特徴の女弁護士。ショットガンを持っている。
法律事務所の受付が大事な書類の入ったブリーフケースを盗んだため取り戻すようにニックに依頼し、ニックからブリーフケースを渡されると此処から脱出するため仲間になる。
トロイ・グローバー（Troy Glover）
オレンジの服に眼鏡を掛けた黒人の男性。娘を亡くしており、精神不安定さがある。
ロス・ペルディドスのバス停で泣いている。ケントに街から脱出させると自暴自棄だったことに加えて騙されて娘の形見のロケットペンダントを奪われ、ペンダントを取り戻してほしいとニックに頼む。ニックからペンダントを渡されると、安全な所に連れて行ってもらうため仲間になる。
ローレン・ステープルス（Lauren Staples）
根本が黒で毛先が赤のパンクな髪に白いキャミソールの女性。違反者に属している。
特殊部隊に捕らえられていたが、ニックに助けられ、共に脱出するために仲間になる。
ウィニー・リー（Winnie Lee）
声 - セレステ・デン
ヘッドドレスにキャミソールで短パンのアジア系女性。ローレン同様に違反者に属している。
特殊部隊に追い詰められていたところをニックに助けられ、共に脱出するために仲間になる。その後、実は感染していないイリーガルである事をニックに暴露したり、特殊部隊はゾンビしか殺さないと思っている世間知らずらしき部分が見えたりと地味にキャラが濃い。
ちなみにウィニーは第二弾DLC『Fallen Angel』にも登場する。
ダグ・トレント（Doug Trent）
角刈りに筋肉質な体の壮年か老年に近い年代の元兵士の男性。Jamie Flyntの友人でローレンやウィニーと同様に違反者に属し、アサルトライフルを所持している。
特殊部隊と交戦していたが、追い詰められていたところをニックに助けられ、ニックに逃げるように言いながらも仲間になる。会話の中で分隊に所属していたものの、噛まれて感染し見捨てられたことを話す。
第二弾DLC『Fallen Angel』にも登場しAngel Quijanoとトランシーバーで会話し、依頼したりする。Angelを信頼しつつも飲酒について厳しく指摘し、Angelから「ダギー（Dougie）」と呼ばれ軽蔑されている。
エリック・マルチネス（Eric Martinez）、ジュリア・スライド（Julia Slyde）
声 - ジョアンナ・ブラッディ（ジュリア）
ディランに口にテープで椅子に縛られ拘束された男女二人組。
エリックは坊主頭で半袖半パンの男性、ジュリアはブロンドのセミロングを後ろで纏めピンクのキャミソールに白い短パンの女性。
ディランを倒すと助けることができ、そのまま仲間になる。ちなみにページを見ると助けても口に黒いテープが張られたままである。
ドウェイン・パイク（Dwayne Pike）
ロス・ペルディドスの警察署に勤務しているサングラスの黒人警察官。
勇敢で他人に敬意を払う人物だが、その一方でフレンドリーで子供っぽいところがあり、Old GertyやYoung Dougなど武器に名前を付けている。
仕事熱心でアウトブレイク後でも仕事に努めている。武器庫に向かったが、武器庫のドアが閉められており、そこに現れたニックに武器を持ってくるように頼み、依頼した物を全て受け取った後は仲間になる。
ケルシー・ルイーズ（Kelsey Louise）
テンガロンハットを被りブロンドヘアの一本三つ編みでカウガール風の服装の世間知らずなお嬢様。フレアガンを所持している。
逃げ遅れた家族を探しており、建物の屋上で発煙筒を連射しながら助けを求めていたが逆にゾンビを寄せ集めていた。「旅行中にゾンビパンデミックに遭ってしまってどうしようもないので家に帰りたいから助けて欲しい」とニックに依頼する。離れた彼女の大邸宅に送ると、家族は既にゾンビ化しており、ニックに倒された後に嘆き哀しむが「次の目標が決まるまで一緒にいてもいい?」と気を持ち直して仲間になる。体力が低い。
南部訛りで話したりカウガール風衣装であることから、彼女と彼女の家族がテキサスのどこかもしくはテキサスの近くに住んでいるであろうことが示唆されている。
キャンディー（Kandy）
セミロングの黒髪にハートの首飾りに赤と黒のセクシーな衣装を着た女性。よく見ると腹筋が割れている。
ビッグDに拘束され外の情報収集に使われていた。捕らわれたところにはいい思い出がないと言っている。ビッグDを倒して拘束を解放すると同時にニックへのお礼として仲間になる。パラメータが全て3。
唯一フルネームがないキャラであり、名前が偽名の可能性が示唆されている。
ウォーレン・アンデルセン・ジュニア（Warren Anderssen Jr）
ホッケーのヘルメットを被り上半身にプロテクターと膝あてを付け、片手にダンベルを持っている男性。
裕福な家庭の生まれで、母親が亡くなったことで遺産を相続するが、義父のフィルに騙されて遺産を奪われそうになった上に自宅のクローゼットに閉じ込められてしまう。その後、ニックにそのことを話して協力してもらい、ニックがフィルを倒したと同時に仲間になる。
ジェシー・ミラー（Jesse Miller）
坊主頭の黒人男性でケントの用心棒である。耳に通信機のようなものを付けている。
トロイのミッションで向かった先にいる。ボスであるケントが倒されると以前からの不満を吐露し、ニックの用心棒になることを条件に仲間になる。倒すことも可能で戦い方はケント同様だがケントよりもはるかにタフであり強敵である。
なお、全パラメータ中、パワーと強さがトップの5であり、走るスピード以外の二つも高め。
ホセ・モラレス（Jose Morales）
帽子を被ったふくよか体型の男性で人類学を担当する教授。服の左胸部分にJoseと書かれたワッペンがある。
アウトブレイク前は裕福層向けの庭師をしており、金持ちに幻滅していた模様。母国に戻ってからはお金持ちに格下扱いされていた事を憎んでおり、お金持ちがゾンビ化していることに喜んでいた。ニックに出会うと復讐のためにゾンビの腕肉を5個要求し、渡すとそれを食べる。それを見たニックが不快に思うものの、要求に応えると復讐を終え仲間になる。その強烈な人間性やふくよかな見た目に反してパラメータが高い。
ホセはゾンビ肉を食べても感染しないが理由は不明。ただし、Tape It or Die の Web サイトには、噛まれても感染しなかった人がいる可能性を示唆する投稿があるため、ホセもその一人の可能性が示唆されている。
レナ・ポリチェフ（Lena Polichev）
金持ち感のあるうぬぼれ傾向のある女性。着ている生肉ドレスはインパクト大。
ブティックでレディー・ガガのように生肉ドレス（本人曰くオートクチュール）を着て2階に立っており、集まっているゾンビのことをファンだと勘違いしている。ニックに出会うと買い物に付き合ってほしいと言って（その際にニックに「こんな時に買い物!?」とツッコまれた）色んな店に立ち寄り、最後にはホテルで靴を選びつつ服装をチェンジすることで買い物を終えてニックをアシスタントと称して仲間になる。
レナには「簡単に美しさを手に入れるには（EFFORTLESS BEAUTY）」という自伝がある。
アダム・デイリー（Adam Daley）
ドラァグクイーン。『デッドライジング2』に登場したビビ・ラブのファンであり、衣装を着ている。
ステージに立っており、ステージで身動きが取れなくなり、3日もスピーカーから流れるビビの音楽を聴いていたこともあってニックにスピーカーを破壊するように頼み、全て破壊した後はニックに一緒に脱出するように言われ仲間になる。
アダムがビビ・ラブの恰好をしていたり、アダムから「ビビ」に切り替わったり、常に「ビビ」に静かにするよう指示していることから、アダムが解離性同一性障害のような状態でビビ・ラブの人格を持っている可能性が示唆されている。
ケニー・ダーモット(Kenny Dermot)
上記のとおり生存者として仲間となる。
レジーナ・トンプソン（Regina Thompson）
赤い服で褐色肌のアフリカ系アメリカ人の女性。
ケニーに自作自演のヒーローショーの人質役として拘束されるが、ニックがケニーを反省させて拘束を解放すると仲間になる。

#### ミッションクリア後に仲間にならない生存者達
マット（Matt）、エルカ（Elka）
隣同士に住んで喧嘩している男女。帽子に色々文字の書かれたTシャツのマットとスラブ系で未亡人の老婆エルカ。
マットはハンドガンで武装し、エルカはショットガンで武装して食料を持っている。
お互いが持つ物資を奪うためにどちらかの殺害をニックに依頼してくるか、彼に仲裁されて、マットは食料を5個、エルカは銃器を5個渡すと、お互いに争いを止め、ミッションクリア後はランダムで数種類の食料または銃器を取り出せるボックスが出現する。
ジョーイ（Joey）
赤地に怪物のようなものが書かれた服で厳つい体格をした男性。
ゾンビ物のポルノムービー撮影のためにイケメンのゾンビを3人連れて来て欲しいとニックに依頼する（実際に連れてくる男性ゾンビはどれでも良い）。金儲け以外に興味はないので仲間にはならない。
ハンク（Hank）
帽子に赤チェックのノースリーブシャツのふくよか体型の男性。
ニックにガスボンベとアセチレンタンク、ガソリンタンクを持ってくるように頼むが、全てを持ってくるとニックの警告通り大爆発し、天国へ「出発」し死亡してしまう。ちなみに依頼品は全て近くにあるが3つとも可燃性のためゾンビ排除の際に誤って燃やしてしまう事があるので注意。
デレク（Derek）
青い服に白ズボンで細身のガンショップの男性店長。
ニックに別のガンショップまでレースするという勝負を挑み、自身が勝利した際はガンショップは開かなくなるが、敗北後は家族や家を失ったと言いながらガンショップに滞在して新しいガンショップが解禁するようになる。
カイラ（Kyla）
声 - ヘザー・ハリー
網タイツを履いたヴィジュアル系っぽい髪形で赤毛の女性。陰謀論者である模様。
政府による陰謀論を語っている。彼女の言う「陰謀の証拠」を付近のゴミ捨て場5ヶ所の中から3つ集めて渡すと更に陰謀論をエスカレートさせてまくしたてるだけで仲間にはならない。
ジェイソン（Jason）
坊主頭に薄汚れた服に短パンの肥満体の男性。肉切り包丁を持っている。
ゾンビ化した家族（母親）の腹を満たすためにニックに新鮮な肉を持ってくるように頼む。肉を渡すと喜ぶがゾンビ家族から目を離せないので仲間にはならない。ちなみにニックまたは仲間がゾンビ化した家族を攻撃して倒してしまうと、逆上した彼との戦闘になってしまう。ミッションクリア後に家族を倒しても戦闘になるがプールに落とすと家族に食べられて死亡する。
なお、倒した後は肉切り包丁を手に入れることが出来る。
メリル・ジェファーソン（Мeryl Jefferson）
裕福な地区に住む、白髪に褐色肌の高齢の女性。末期癌を患って余命僅かである。フレドリックという夫とアウトブレイクで亡くした息子がいた。
自分の思い出に浸っており、余命がわずかであるために思い出の場所に連れて行ってほしいとニックに頼む。最後には自分の家に辿り着くとそのまま別れるので仲間にはならない。ちなみに、別れて少しすると彼女が死亡したと出る。家を見に行くと寝室（二階の窓の側）で死んでいる。

#### ミッション中に敵対する生存者達
ビッグD（Big D）
黒い帽子に黒い服で薄汚れたズボンの黒人男性。Big D's Gunを持っている。
橋の上にいる。車が故障したためニックにコンボ車両で家まで送るように依頼し、コンボ車両で迎えに来ると車両に乗り込む。家に帰ると、ニックに捕らえていたキャンディーを殺すように命令するが、逆に攻撃されて自身のハンドガンであるビッグDの銃で反撃するも倒される。
倒すとユニーク武器「Big D's Gun」を入手することが出来る。
ケント・デマーレ（Kent DeMare）
スーツ姿でカバンとナイフを持っている眼鏡の男性。台詞から他にも生存者を騙している事が示唆されている。
トロイのペンダントを奪ってビジネスで利用しようとしていた。ペンダントを取り戻しに来たニックをジェシーと共に手にしたボウイナイフで襲い掛かるが逆に倒される。
敵対生存者で唯一、フルネームが存在するキャラである。
フィル（Phil）
灰色オールバックに眼鏡で強面系の老年男性。ウォーレンの義父。退職を予定していた模様。木製バットを持っている。
ニックに家の中にある遺言書を取りに行かせたが、閉じ込めていたウォーレンをニックが救出した事で真相を知ったニックに襲い掛かるが、逆に倒される。

## 登場する敵
ゾンビ
本作では、車にしがみついてニックを攻撃したり手に持った銃器を発砲する者もいる。通常の個体より能力の高い囚人服を着たゾンビ、ニックを見つけると突進してくるアメフト選手のゾンビがいる。
キングゾンビ
頭が蜂の巣のような見た目をしたゾンビ。倒されるとニックにもダメージを与え、周りのゾンビも破裂する。
ギャングメンバー
ハンターの部下のギャング達だが、ハンターを倒した後も、とあるイベントにて残党が襲ってくる。ハンターのテリトリーにいるギャングは、バイクに乗りながら突進、火炎瓶を投げる、ソードオフショットガンで発砲してくる。また、上で何もせず戦いを見る者もいる。街中にいるギャングはバール、鉛パイプ、木製バット、火炎瓶を装備している。
特殊部隊
ヘムロックの軍に所属する兵士。アサルトライフルまたはRPGを装備しており、手に持った銃器を発砲するほか銃器で殴りつけたり、手榴弾とフラッシュグレネードを投げてくる。